# Gábor Németh
Gábor Németh (ur. 29 sierpnia 1955 w Budapeszcie) – węgierski perkusista i kompozytor, starszy brat znanego z zespołu Bikini gitarzysty basowego Alajosa Németha. W 1976 r. uzyskał dyplom na Wydziale Jazzu Uniwersytetu Muzycznego im. Ferenca Liszta w Budapeszcie. Obecnie prowadzi Németh Gábor Project, ponadto jest członkiem węgierskiej grupy Dinamit i byłym członkiem polskiego SBB (nadal bierze udział w koncertach zespołu), bierze również udział w koncertach działających okresowo zespołów Skorpió i Ős-Bikini. Grał też w grupach Theátrum, Apostol, Bikini w okresie przewodnictwa Lajosa D. Nagya, Beatrice i P. Mobilu. Gábor Németh używa bębnów Premier i talerzy Paiste.
Pseudonim „Őrnagy Úr”, (Pan Major) dostał za swoją precyzyjną pracę. Później w P. Mobilu „awansował” na Podpułkownika (Alezredes).

## Dyskografia

### Skorpió
- Kelj fel!(inne języki) (1977)
- Gyere velem!(inne języki) (1978)
- The Run(inne języki) (wydany w Szwecji, po angielsku, 1978)

### Dinamit
- Dinamit (1980)
- A híd (1981)
- Játszd, ahogy akarod (2010)

### Bikini
- Hova lett…(inne języki) (1983)
- XX. századi híradó (1984)
- Ezt nem tudom másképp mondani (1985)
- Nagy Feró és az Ős-Bikini - Dupla PeCsa-buli (1999)

### P. Mobil
- Honfoglalás (wersja symfoniczna, 1995)
- Honfoglalás '96 (wersja rockowa, 1996)
- Kutyából szalonna (1998)
- Fegyvert veszek (mp3 / promo CD, nagranie studyjne z 2008, trafiło jako bonus do albumu Mobileum plusz, 2009)
- Múlt idő 1985–2007 (mp3 / promo CD, jako dwupłytowy załącznik do książki P. Mobilu pt.: Örökmozgó lettem..., 2009)

### Németh Gábor Project
- Könnyű Lépések (2003)
- Fehér Színek (2005)

### SBB
- The Rock (2007)
- Iron Curtain (2009)
- Blue Trance (2010)
- Four Decades (2009, 2CD, Metal Mind Productions)
- Behind The Iron Curtain (2009, 2CD, Metal Mind Productions)